# Bělečko

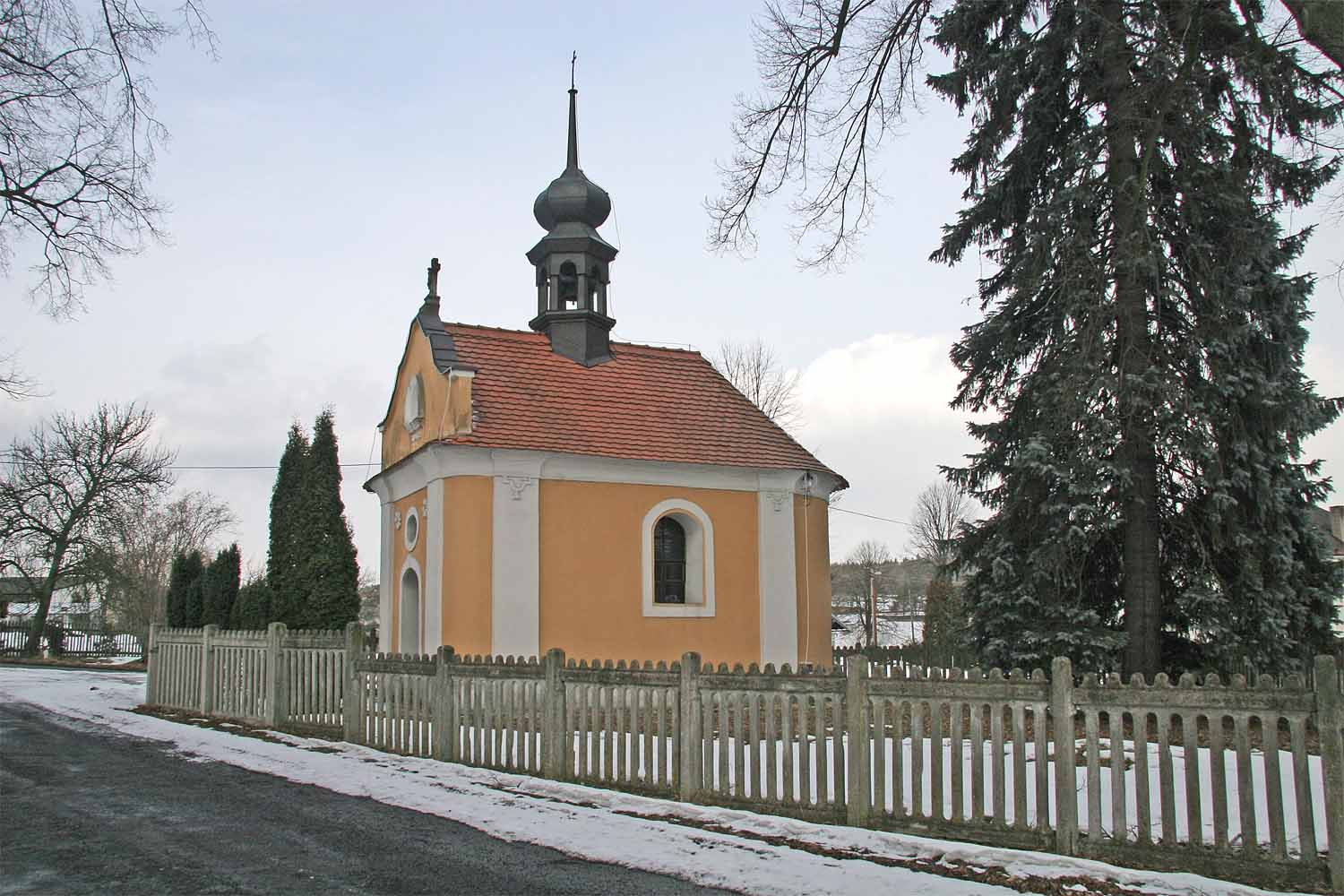
Kapelle Mariä Himmelfahrt

Bělečko (deutsch Klein Bieltsch, auch Bieletschko) ist ein Ortsteil der Gemeinde Býšť in Tschechien. Er liegt elf Kilometer südöstlich des Stadtzentrums von Hradec Králové und gehört zum Okres Pardubice.

## Geographie
Das von ausgedehnten Wäldern umschlossene Dorf Bělečko befindet sich beiderseits des Baches Bělečský potok auf der Třebechovická tabule (Hohenbrucker Tafel). Durch den Ort führt die Staatsstraße II/298 zwischen Býšť und Třebechovice pod Orebem. Im Südosten erhebt sich die Homole (297 m n.m.). Südlich liegt der Teich Špačková.
Nachbarorte sind Svinary, Poděbradka, Osada Kováků, Běleč nad Orlicí, Bělečský Mlýn und Krňovice im Norden, Štěnkov und Petrovičky im Nordosten, Suté Břehy, Štěpánovsko und Albrechtice nad Orlicí im Osten, V Přímu, Nová Ves und Poběžovice u Holic im Südosten, U Obecníku, Kindlovka, Vysoké Chvojno und Chvojenec im Süden, Býšť, Hoděšovka und Hoděšovice im Südwesten, Podstrání, V Lukách und Mazurova Chalupa im Westen sowie Nový Hradec Králové, Malšovice und Malšova Lhota im Nordwesten.

## Geschichte
Die Wälder auf der Třebechovická tabule waren bis zum Beginn des 12. Jahrhunderts unbesiedelt und bildeten die Jagddomäne der Přemysliden. Aus dem Jahre 1139 ist die Existenz des Fürstenhofes Chwoyno überliefert, in dessen Umgebung wahrscheinlich einige kleine Ansiedlungen entstanden waren, die zusammen mit dem Hof Siedlungsenklaven in dem Urwaldgebiet bildeten.
Die erste urkundliche Erwähnung des Dorfes Kleine Bělč erfolgte am 9. April 1336, als König Johann von Luxemburg das Städtchen und die Feste Chvojno mit den zugehörigen neun Dörfern Albrechtsdorf, Běleč, Kleine Bělč, Ekleinsdorf, Hermansdorf, Chvojence Nízké, Hoděšovice, Tiezmansdorf und Walthersdorf für 2000 Schock Groschen an die Brüder Pertholt, Heinrich und Johann von Leipa verpfändete. Später erwarb Heinrich von Münsterberg das Gut Chvojno, er verkaufte es 1491 an Wilhelm von Pernstein. Im Kunburger Urbar von 1494 sind für Bělček Malý 20 Anwesen aufgeführt.
Wilhelm von Pernstein vererbte seine böhmischen Güter 1521 seinem jüngeren Sohn Vojtěch, nach dessen Tod fielen sie 1534 seinem Bruder Johann zu. Dieser hinterließ 1548 seinem Sohn Jaroslav hohe Schulden. Am 21. März 1560 veräußerte Jaroslav von Pernstein die gesamte Herrschaft Pardubitz an König Ferdinand I. Dessen Nachfolger Maximilian II. übertrug die Verwaltung der königlichen Herrschaften der Hofkammer. Ab 1588 wurde das Dorf als Bělečko Malé und ab 1777 als Bělečko bezeichnet.
Im Jahre 1835 bestand das im Chrudimer Kreis gelegene Dorf Bieletschko bzw. Bělečko, auch Klein-Bieltsch genannt, aus 43 Häusern, in denen 345 Personen lebten. Im Ort gab es ein Försterhaus. Pfarrort war Beyscht. Bis zur Mitte des 19. Jahrhunderts blieb Bieletschko der k.k. Kameralherrschaft Pardubitz untertänig.
Nach der Aufhebung der Patrimonialherrschaften bildete Malá Bělč ab 1849 eine Gemeinde im Gerichtsbezirk Holitz. Ab 1868 gehörte das Dorf zum politischen Bezirk Pardubitz. 1869 hatte Malá Bělč 510 Einwohner und bestand aus 52 Häusern. 1865 erwarb der Industrielle Johann Liebieg die Wälder auf der Hohenbrucker Tafel, ab 1884 gehörten sie Alexander Markgraf von Pallavicini auf Jemnice. Mit 532 Einwohnern erreichte das Dorf 1880 seine höchste Bevölkerungszahl. In den Jahren 1880 bis 1881 erfolgte der Bau eines Schulhauses, in dem in fünf Klassen unterrichtet wurde. Die Freiwillige Feuerwehr wurde 1887 gegründet. Der Dorfplatz wurde im Jahre 1900 mit Linden bepflanzt. Im Jahre 1900 lebten in dem Dorf 455 Menschen, 1910 waren es 393. Nach der Gründung der Tschechoslowakei wurde 1921 die Waldherrschaft des Markgrafen von Pallavicini im Zuge der Bodenreform enteignet und aufgeteilt. 1924 wurde der Gemeindename in Bělečko geändert. Die Elektrifizierung des Dorfes erfolgte 1927. 1930 hatte Bělečko 307 Einwohner. Im Jahre 1949 wurde Bělečko dem Okres Holice zugeordnet. Die Schule wurde 1963 geschlossen. Seit 1960 gehört die Gemeinde wieder zum Okres Pardubice. Am 30. April 1976 erfolgte die Eingemeindung nach Býšť. Im Jahre 1991 hatte Bělečko nur noch 111 Einwohner. 1998 wurde ein Wasserwerk in Betrieb genommen. Beim Zensus von 2001 lebten in den 79 Häusern von Bělečko 133 Menschen. Im Schulhaus produziert heute die holzverarbeitende Genossenschaft Dřevozpracující družstvo, die auch einer der Träger des Muzeum Skanzen Krňovice ist.

## Ortsgliederung
Zu Bělečko gehören die Einschichten Hoděšovka, U Obecníku und V Přímu.
Der Ortsteil Bělečko bildet einen Katastralbezirk.

## Sehenswürdigkeiten
- Kapelle Mariä Himmelfahrt, errichtet 1822
- Gedenkstein für die Gefallenen des Ersten Weltkrieges, enthüllt 1926
- Gedeckte Eiche (Krytý dub) im Wald nördlich des Dorfes. Der hohle Baumtorso mit einem Stammumfang von 4,60 m wurde 1897 mit einem spitzen Schindeldach versehen. Eine portalähnliche Öffnung ermöglicht den Zugang in das Innere des Baumdenkmals.
- Naturreservat Mazurovy chalupy nordwestlich von Bělečko